# 清华大学西阶梯教室

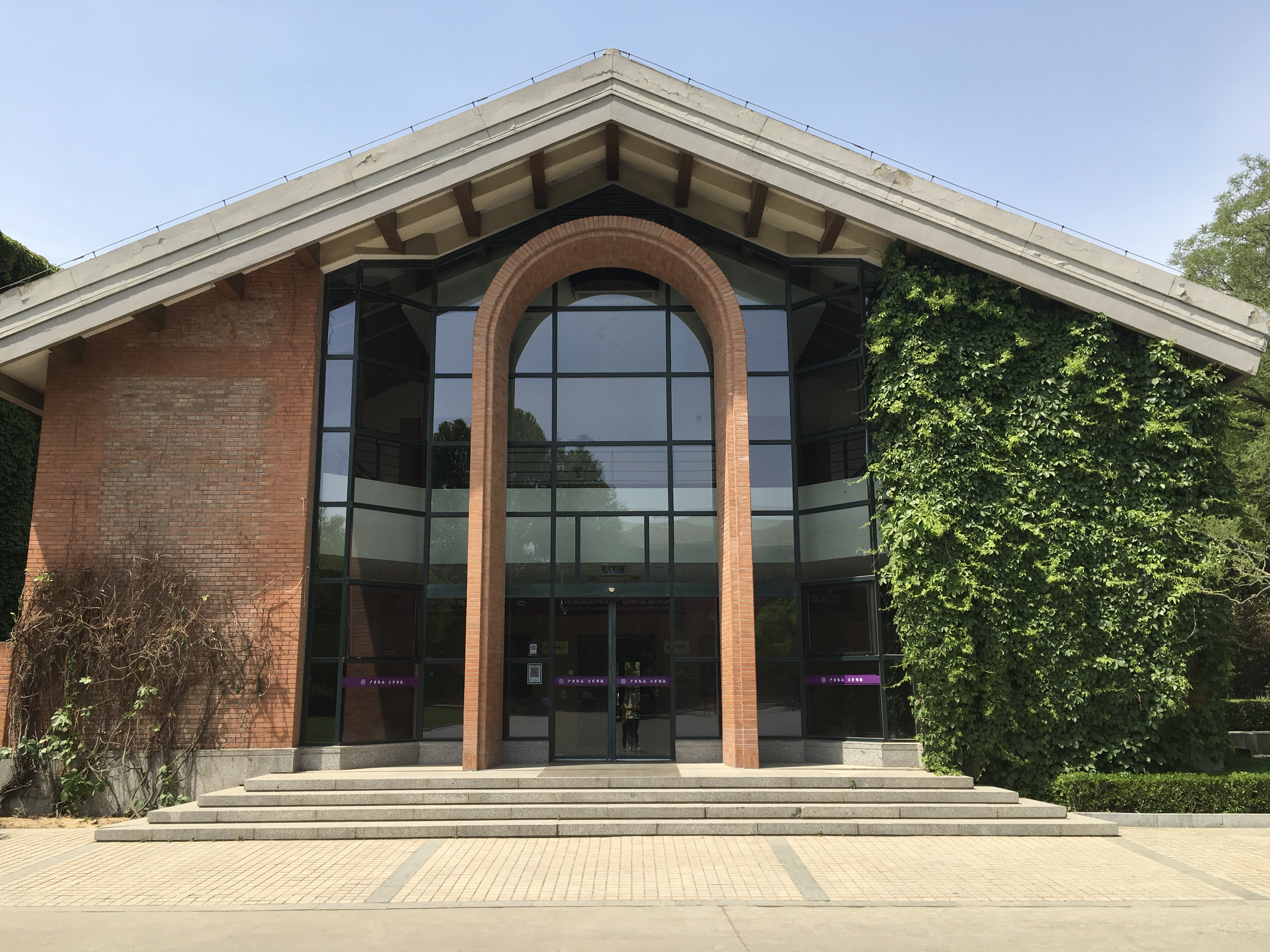
西階

清华大学西阶梯教室（West Lecture Hall）簡稱西阶，是清華大學位於紅區的阶梯教室，原建於1952年，2007年重修，位於大禮堂西側，建築面積1128平方公尺。。
原西階是由清華大學建築學院校友周維權設計，建築面積343平方米，採單層磚木混合結構，双坡頂、清水紅磚牆面。重修由清華大學建築學院关肇邺院士負責設計，改為二層建築，並在在原有樣式上設計更為精巧，並與周圍建築環境設計協調。